# Glypta concisa
Glypta concisa là một loài tò vò trong họ Ichneumonidae.